# 大連工業大学
大連工業大学（だいれんこうぎょうだいがく、中国語簡体字: 大连工业大学、繁体字：大連工業大學、拼音: Dàlián Gōngyè Dàxué、英文：Dalian Polytechnic University）は中国遼寧省大連市甘井子区にある大学。

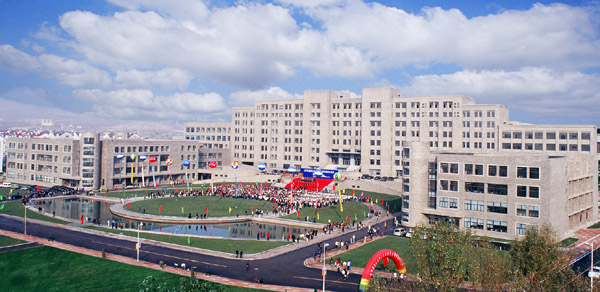
中国・大連の大連工業大学の新キャンパス

## 概要
1958年に設立された瀋陽軽工業学院が前身である。1961年に営口海水化工専科学校、1962年に遼寧紡績専科学校を編入。1970年、大連軽工業学校と合併して「大連軽工業学院」に改称。1999年に遼寧紡績工業学校を編入。2007年、現在の大連工業大学となった。
遼寧省政府に属する地方重点大学であり、軽工業学院の1つである。1998年までは旧軽工業部が共同管理していた。工学を主体としつつ、紡績、食品、工芸品などの軽工業専業人材を育成することを目的とする。本科在籍者数は16,000人、修士在籍者は1,500人を超える規模を持つ。

## 所在地
大連市甘井子区軽工苑1号（郵政編碼：116034）
電話：0411-8632-2228